# Corps allate et cardiaque
Pour les articles homonymes, voir Corps.
Le corps allate et le corps cardiaque sont deux glandes endocrines, primitivement paires, que l'on trouve chez les insectes. Elles sont reliées entre elles par des nerfs et ont tendance à se rapprocher au cours de l'évolution, voire à fusionner (parfois même avec la glande de mue) pour ne former qu'un seul organe endocrine complexe. Ce complexe endocrine allato-cardiaque (parfois nommé aussi complexe rétro-cérébral) présente des analogies avec l'hypophyse des vertébrés.

## Localisation anatomique
- Le corps allate est également nommé corpus allatum ou corpora allata au pluriel, pour indiquer que les insectes ont généralement une paire de ces glandes. Ces mots latins sont utilisés tels quels en anglais et dans d'autres langues : allatum signifie "qui est transporté" et vient du fait que ces glandes ont une position variable d'un insecte à l'autre, mais le plus souvent dans la tête, généralement entre le cerveau et l'œsophage.

- Le corps cardiaque (également nommé corpus cardiacum ou corpora cardiaca) tient son nom du fait qu'il est fréquemment situé contre l'aorte contractile qui correspond au cœur des insectes et qui assure la circulation de l'hémolymphe.

L'anneau de Weismann (ou ring-gland en anglais) est l'organe formé chez les larves des diptères supérieurs par la fusion des corps allates, des corps cardiaques et des glandes de mue. Il constitue un anneau autour de l'aorte.

## Fonctions
- Le corps allate est essentiellement une glande endocrine qui assure la biosynthèse de l'hormone juvénile, hormone inhibitrice de la métamorphose chez la larve, mais activatrice de la reproduction chez l'adulte.
- Le corps cardiaque est essentiellement un organe neuro-hémal formé par l'extrémité des fibres nerveuses de cellules neurosécrétrices situées dans le cerveau, essentiellement au niveau de la pars intercerbralis. Chez certains insectes, les cellules neurosécrétrices forment un groupe (pair) médian, majoritaire, et deux groupes latéraux.

Toutefois, les choses ne sont pas aussi tranchées, et c'est pourquoi il est difficile de présenter séparément ces deux organes. On sait par exemple qu'il existe des fibres neurosécrétrices cérébrales qui peuvent déboucher dans le corps allate de certains insectes, notamment celles produisant l'hormone prothoracotrope. Inversement, on sait aussi que des cellules propres au corps cardiaque produisent également des hormones : chez le criquet par exemple, le corps cardiaque, unique, se compose d'un lobe neurohémal, lieu de stockage et de libération de neurohormones synthétisées dans le cerveau, et d'un lobe glandulaire contenant notamment les cellules synthétisant l'hormone adipokinétique. 
Au total, comme l'hypophyse des vertébrés, le complexe allato-cardiaque cumule donc les fonctions d'une glande endocrine et d'un organe de libération de neurohormones cérébrales.

## Principales neurohormones et hormones sécrétées par le complexe allato-cardiaque
- Hormones peptidiques
  - L'hormone prothoracotrope : contrôle la biosynthèse de l'ecdysone
  - L'hormone apparentée à l'insuline:
  - Les neuroparsines :
  - L'hormone activatrice de la biosynthèse d'ecdysone ovarienne : l'ecdysone joue un rôle dans le contrôle de la reproduction et se trouve sécrétée par l'ovaire au cours du processus de vitellogenèse.
  - L'hormone adipokinétique
- Hormones non peptidiques
  - L'hormone juvénile : c'est l'hormone qui maintient les caractères larvaires au cours du développement post-embryonnaire, mais qui contrôle aussi la reproduction chez l'adulte. Dans les deux cas, elle agit en étroite relation avec l'ecdysone.